# Istarba
Istarba là một chi bướm đêm thuộc họ Erebidae.